# Alfred Hofstetter (Politiker, 1869)
Alfred Hofstetter (* 28. April 1869 in Gais; † 22. September 1955 ebenda, reformiert, heimatberechtigt in Gais) war ein Schweizer Politiker (FDP).

## Leben
Alfred Hofstetter kam am 28. April 1869 in Gais als Sohn des Teilhabers einer Garnhandelsfirma, Kantons- und Regierungsrats Johannes Hofstetter (* 1832; † 1908) und der Katharina geborene Koller zur Welt. Hofstetter, der die  Kantonsschule Trogen besuchte, legte 1888 die Matura in Zürich ab. Im unmittelbaren Anschluss widmete er sich einem Studium der Rechte an den Universitäten Zürich, Berlin, Lausanne und Bern, das er 1894 mit dem Erwerb des akademischen Grades eines Dr. iur. abschloss.
In der Folge leitete Hofstetter ab 1894 ein Anwaltsbüro in Gais. Ausserdem war er als Rechtsberater im Bankwesen tätig. Dazu nahm er Verwaltungsratsmandate ab 1917 für die St. Galler Hypothekarkasse, von 1914 bis 1931 die St. Gallisch-Appenzellische Kraftwerke AG sowie von 1920 bis 1946 die Elektrische Strassenbahn St. Gallen-Gais-Appenzell (SGA) wahr. Des Weiteren fungierte er von 1920 bis 1931 als Verwaltungsratspräsident der Stickereifirma Sonderegger & Co. in Herisau.
Alfred Hofstetter, Vater des freisinnigen Politikers und Anwalts Alfred Hofstetter junior, heiratete in erster Ehe 1896 Frida, die Tochter des Urnäscher Textilfabrikanten, Oberrichters und Kantonsrats Johann Ulrich Aerne, in zweiter Ehe 1922 Marie, die Tochter des Landwirts Ulrich Freund. Er verstarb am 22. September 1955 fünf Monate nach Vollendung seines 86. Lebensjahres in Gais.

## Politischer Werdegang
Hofstetter, Mitglied der Freisinnig-Demokratischen Partei, begann seine politische Karriere 1894 im Gemeinderat von Gais, in dem er vorerst bis 1898 vertreten war. Später amtierte er von 1901 bis 1907 als Gemeindehauptmann. Auf kantonaler Ebene sass er von 1900 bis 1910 sowie 1921 bis 1934 im Ausserrhoder Kantonsrat, den er mehrmals präsidierte. Dazwischen gehörte Hofstetter von 1910 bis 1919 als Vorsteher der Erziehungs-, Gemeinde- und Justizdirektion dem Ausserrhoder Regierungsrat an. Darüber hinaus nahm er für den Kanton von 1921 bis 1931 Einsitz in den Nationalrat.
Alfred Hofstetter sprach sich dezidiert gegen eine übertriebene Ausgabenpolitik des Bundes aus.

## Werk
- Die verschiedenen Arten des Appenzellischen Zedels nach ihrer rechtlichen und wirtschaftlichen Bedeutung, 1894